# Leadville North
Leadville North è un centro abitato (census-designated place) degli Stati Uniti d'America, situato nella Contea di Lake dello stato del Colorado. Nel censimento del 2000 la popolazione era di 1.942 abitanti.

## Geografia fisica
Secondo i rilevamenti dell'United States Census Bureau, Leadville North si estende su una superficie di 6,6 km².